# Komokiacea
A Komokiacea amőbák kis csoportja a likacsosházúak (Foraminifera) csoportjában, de egyes feltételezések szerint a likacsosházúakon kívül található. A Komokiacea fajai gyakran nagyok, legnagyobb méretei több mint 300 μm-esek is lehetnek. A Xenophyophorea csoporthoz hasonlóan a mélytengeri makro- és megabentikus fauna nagy részét adják.

## Történet
Első leírt faja a Normanina conferta, melyet 1878-ban írt le Alfred Merle Norman Haliphysema conferta néven.
Először Tendal és Hessler írta le 1977-ben, és a Textulariinába sorolta. A Rhizammina nemzetségről 1984-ben mutatták ki Gooday és Cook, hogy e csoport tagja, de formálisan csak 2001-ben helyezte át Kaminski. Mihalevics 1995-ben a Testulorhiza nemzetséget a Rhizammininaebe helyezte, de Komokiaceával való kapcsolatát 2001-ig nem igazolták.
Alimov 2000-es könyvében a Komokiacea és a vele szinonim Komokioidea nevek se szerepelnek, hanem a Komokiacea tagjait, a Komokiidae, a Rhizamminidae és a Baculellidae családokat önálló Komokiida rendbe sorolta Rhizopoda incertae sedisként. Mihalevics ezzel szemben családjait a Dendrophryidába, azt Kaminski 2001-ben az Astrorhizaceába sorolta.
2009-ben Lecroq et al. a Septuma ocotillo és a Normanina conferta fajokon vagy hozzájuk közel több likacsosházút, ostorosmoszatot, növényt stb. is kimutatott a Miliolida és a Rotaliida kládokból.
2017-ben Goineau és Gooday a Monothalamea csoportba sorolta, míg Adl et al. a likacsosházúakon belül incertae sedisként írta le.
Gooday et al. 2020-as tanulmánya szerint az új felfedezések elhomályosították a Tendal és Hessler által 1977-ben leírt Komokiacea határait, így megkülönböztetnek Komokiacea-koronacsoportbeli és Komokiacea-szerű formákat.

## Morfológia

### Ház
Egykamrás, érzékeny, rugalmas háza központi csőből áll több elágazó tubulussal, melyek diffúz sejtplazmát és számos stercomát tartalmaznak. Tubulusai közt gyakran vannak finomszemcsés anyagok. Más kládokban, például a Lana nemzetségben a test elágazó tubulusok laza tömege szerveződési központ nélkül. Gyakran bentikus meiofaunális élőlények, például más likacsosházúak, gombák és más mélytengeri taxonok szubsztrátja. Törékeny és laboratóriumi elemzés során gyakran összetörnek csövei, így sok nehezen azonosítható csőtöredék keletkezik.
Egyes csoportok a tubulusok közti térrészeket sárral töltik ki, sárgolyószerkezetet létrehozva, mások tubulusai likacsos septumokkal rendelkeznek.

### Sejt
Egynél több sejtmagja lehet.

## Élőhely
Az egyik legnagyobb élőhelyű likacsosházúklád, mely bár elsősorban oligotróf abisszális területeken gyakori, de egyes fajai széles batimetriai tartományban élnek, és ismertek olyan szerves anyagban gazdag helyeken, mint a Beaufort-self. Más lágy falú likacsosházúakhoz hasonlóan a mélységgel együtt nő fontossága, különösen a karbonátkompenzációs mélység alatt.

## Ökológia
Az Oridorsalis umbonatus (Rotaliida) és a Cornuspira antarctica (Miliolida) a Komokiacea házaiban vagy azokhoz közel élő fajok rokonai DNS-elemzés alapján, emellett ismertek ostoros moszatokból, növényekből származó, Haptista- és Cryptista-szekvenciák is.
Egyes fajai feltehetően propagulumként kerülhetnek sugárállatkák házaiba.
Egyes mélytengeri állatok – például egy Echiurida-faj, egyes Eurycopida-fajok és néhány Holothuria- és Asteroida-faj – Komokiacea- és Xenophyophorea-fajokat esznek.

## Rendszertan
2000-ig kérdéses volt, hogy valóban a likacsosházúak közé tartozik-e – Kamenskaya például a likacsosházúakhoz közeli, de attól független taxonként írta le. Sorolták többek közt a Textulariia csoportba is.
2024-ig világszerte mintegy 40 faját írták le, de több morfofaja is ismert: 50-et írtak le a Déli-óceánból, 102-t a Csendes-óceán északkeleti szubekvatoriális részéből, így a mélytengeri bentikus likacsosházúak diverzitásában fontos.

### Azonosítási nehézségek
Mivel a bengálrózsaszín nem festi, élő egyedei nehezen azonosíthatók.

## Fosszíliák
Törékeny háza megnehezíti a fosszíliaként való megőrzését, ezért 2009-ig nem volt igazolt Komokiacea-fosszília. 2009-ben Scott et al. lehetséges piritizált Komokiacea-fosszíliákról számoltak be.
A Magura-flisből származó Arthrodendron maguricum a Komokiacea mai kládjaihoz, különösen a Septumához hasonlít.

## Fordítás
Ez a szócikk részben vagy egészben  a   Komokiacea című angol Wikipédia-szócikk ezen változatának fordításán alapul.  Az eredeti cikk szerkesztőit annak laptörténete sorolja fel. Ez a jelzés csupán a megfogalmazás eredetét és a szerzői jogokat jelzi, nem szolgál a cikkben szereplő információk forrásmegjelöléseként.